# Округ Окалуса (Флорида)
Окалуса (енгл. Okaloosa County) је округ у америчкој савезној држави Флорида. По попису из 2010. године број становника је 180.822.

## Демографија
Према попису становништва из 2010. у округу је живело 180.822 становника, што је 10.324 (6,1%) становника више него 2000. године.
| Група             | 2000.           | 2010.           |
| Белци             | 138.059 (81,0%) | 139.500 (77,1%) |
| Афроамериканци    | 15.508 (9,1%)   | 16.797 (9,3%)   |
| Азијати           | 4.205 (2,5%)    | 5.328 (2,9%)    |
| Хиспаноамериканци | 7.302 (4,3%)    | 12.296 (6,8%)   |
| Укупно            | 170.498         | 180.822         |